# Lamprophis swazicus
Lamprophis swazicus је гмизавац из реда Squamata и фамилије Colubridae.

## Угроженост
Ова врста је на нижем степену опасности од изумирања, и сматра се скоро угроженим таксоном.

## Распрострањење
Врста има станиште у Јужноафричкој Републици и Свазиленду.